# Pharrell Williams
Pharrell Williams (Virginia Beach, 5 d'abril del 1973) és un cantant, productor i compositor de música estatunidenc, també conegut com a Skateboard P que forma amb Chad Hugo el duet The Neptunes i el projecte N.E.R.D. En tant que membre de The Neptunes ha escrit o produït un gran nombre de cançons per a artistes com ara Michael Jackson, Rosalía Madonna, Britney Spears, Kylie Minogue, Shakira, Mika, Snoop Dogg, Gwen Stefani, Nelly Furtado, Justin Timberlake, Backstreet Boys, Pitbull, Busta Rhymes, NSYNC...
El 2013 es va donar a conèixer sobretot per la seva participació amb Daft Punk en el tema Lose Yourself to Dance i Get Lucky, però també pel seu tema amb Robin Thick i el seu senzill en solitari Happy que es va transformar en un vídeo viral a internet.